# Человек из Гонконга
«Человек из Гонконга» (англ. The Man from Hong Kong, кит. трад. 直搗黃龍, палл. Чжи дао хуан лун) — боевик 1975 года совместного производства Австралии и Гонконга. Главные роли исполнили Джимми Ван Юй и Джордж Лэзенби.

## Сюжет
Главный инспектор специального подразделения полиции Гонконга, Фан Шэнлин, садится в самолёт в аэропорту Кайтак, следующий в Сидней, для экстрадиции Вэнь Чжаня, важной фигуры в международной сети наркобизнеса. По прибытии в Сидней Шэнлин хочет допросить подозреваемого. Чжань отказывается сотрудничать. По пути в здание суда снайпер убивает задержанного. Шэнлин замечает стрелка, преследует его и, наконец, нагоняет его в китайском ресторане, вследствие чего развязывается драка. Люди, инвентарь и еда — всё вовлекается в разборку. Шэнлин пытается защищаться. Перед прибытием на место полиции гонконгский полицейский обыскивает карманы противника и находит несколько улик, ведущие к Уилтону, местному боссу мафии, обладающему значительным политическим влиянием.
Шэнлин встречает Уилтона на роскошной вечеринке в саду, куда австралиец пригласил его продемонстрировать своё мастерство как мастера боевых искусств. Побеждённый Уилтоном и атакованный его людьми, Шэнлин отступает. Позже, этим же вечером, Шэнлин взбирается по стене на десятиэтажное здание и врывается в Академию боевых искусств «Красный дракон» в поисках улик. На незваного гостя нападают десять учеников, владеющих мечом. Раненый Шэнлин сбегает через шахту лифта, пробивается через стеклянную дверь и запрыгивает в проезжающую машину.
Находящимися в машине оказываются студенты университета, направляющиеся домой. Видя, что человек ранен и сильно истекает кровью, они решают отвести его к своему отцу, ветеринару. Под его опекой и благодаря его дочери гонконгский коп выздоравливает и восстанавливает свои силы, одновременно влюбляясь в Анжелику. Однако люди Уилтона выслеживают Шэнлина и пытаются избавиться от него, взрывая автобус с ним. Их попытка оборачивается неудачей, но впоследствии погибает Анжелика. Шэнлин заполучает машину и вскоре нагоняет убийц. Схватка в погоне разворачивается в пригороде Сиднея, вызывая разрушения и шок местных жителей.
Возмущённый убийством своей девушки, Шэнлин решает разобраться с Уилтоном любой ценой. Он разрабатывает план проникновения в пентхаус Уилтона на двадцать седьмом этаже. Оказавшись внутри здания, Шэнлин сражается с боссом, что оборачивается кровью, огнём и взрывами. Наконец, Шэнлин заставляет Уилтона подписать признание, положив ручную гранату в рот противника. В последовавшей потасовке, когда люди Уилтона пытаются попасть в пентхаус, Шэнлин вырывает чеку из гранаты и отправляет Уилтона вместе с ней в хранилище. Полицейский, спустившись по верёвке, отдаёт признание и улики представителям австралийской полиции. В пентхаусе происходит взрыв.

## В ролях
| Актёр           | Роль                  |
| --------------- | --------------------- |
| Джимми Ван Юй   | Фан Шэнлин            |
| Джордж Лэзенби  | Джек Уилтон           |
| Роджер Уорд     | Боб Тейлор            |
| Розалинд Спайрс | Кэролин Торн          |
| Ребекка Гиллинг | Анжелика              |
| Саммо Хун       | Вэнь Чжань            |
| Фрэнк Тринг     | Уиллард               |
| Питер Армстронг | телохранитель Уилтона |
| Грант Пэйдж     | убийца                |

## Восприятие
На сайте-агрегаторе рецензий Rotten Tomatoes кинолента имеет рейтинг в 100 % на основании 7 рецензий кинокритиков и соответствующую оценку 7,5 балла из 10.
Питер Чён получил награду в категории «Лучший монтаж» на 12-й церемонии тайбэйской кинопремии «Золотая лошадь».